# Honoré Fisquet
Honoré Jean Pierre Fisquet, né le 16 juin 1818 à Montpellier et mort le 27 juillet 1883 à Paris, est un biographe et historien français.

## Biographie
Fisquet était commandeur de l’ordre pontifical de Saint-Grégoire le Grand. Il a écrit sous le pseudonyme de « William Darcy ».

## Publications
- Ode à la France sur le retour des cendres de Napoléon, 1840
- Histoire de l’Algérie depuis les temps anciens jusqu’à nos jours : publié d’après les écrits et les documents les plus officiels, Paris, À la Direction, 1842.
- La Nouvelle Marseillaise, 25 février, 1848, Paris, 1848.
- Guide du visiteur. Histoire archéologique et descriptive des églises de Paris... Notre Dame, Paris, 1855.
- Vies des saints évêques de la métropole d’Auch : dédiées à Mgr de Salinis, archevêque d'Auch, avec Jean Justin Monlezun, M de Ring, Augustin Manavit, Pierre-Louis Parisis, Peter Cooper, Rev., E B O’Callaghan, Augustus J Thébaud, John Hughes, J M Capes, Auch, J.-A. Portes, 1857.
- Nouveau guide général du voyageur en Angleterre, en Écosse et en Irlande, Paris, Garnier frères, 1864.Publié sous le pseudonyme deWilliam Darcy.
- Notice biographique sur Monseigneur Marie Gaston de Bonnechose, cardinal-archevêque de Rouen, Paris, P. Brunet, 1865.
- Notice biographique sur Monseigneur S. A. Devoucoux, évêque d'Évreux, Paris, 1865.
- Notice biographique sur son Éminence T. Gousset, etc., Paris, 1865.
- Actes et histoire du Concile œcuménique de Rome M.D.CCC.LXIX., publication sous la direction de Victor Frond, avec Francesco Massi, Egisto Ceccucci, Victor Pelletier et Henry Leon Camusat de Riancey, Paris, Abel Pilon, 1870-1871.
- Cérémonies pontificales ; histoire liturgique et descriptive des chapelles papales tenues pendant l’année dans les diverses églises de Rome, Paris, Abel Pilon, 1871.
- Biographies, portraits et autographes des pères du concile premier du Vatican, Paris, Abel Pilon, 1871.
- Biographie de Monseigneur Georges Darboy, archevêque de Paris, Paris, Bureaux de la Semaine religieuse, 1871.
- La France pontificale (Gallia Christiana) : histoire chronologique et biographique des archevêques et évêques de tous les diocèses de France depuis l'établissement du christianisme jusqu'à nos jours, divisée en 18 provinces ecclésiastiques, Paris, E. Repos, 1864-1874[1] :
  - Métropole d'Aix (vol. 1-5[1] ?)
    - Métropole d'Aix : Aix, Arles, Embrun, 1re partie[2] et 2e partie[3].
    - Métropole d'Aix : Digne, 1re partie : Digne et Riez (460 p.) ; et 2e partie : Sisteron, Senez et Glandèves (373 p.)[4].
    - Métropole d'Aix : Gap[5].

  - Métropole d'Avignon (vol. 6-7[1] ?)
    - Métropole d'Avignon - Montpellier, 1re partie : Maguelonne, Montpellier, Agde[6].
    - Métropole d'Avignon - Montpellier, 2e partie : Béziers, Lodève, Saint-Pons de Tomières[7].

  - Métropole de Bordeaux (vol. 8[1] ?)
  - Métropole de Cambrai (vol. 9[1])[8].
  - Métropole de Lyon et Vienne (vol. 10[1] ?)
    - Métropole de Lyon et Vienne - Lyon[9].

  - Métropole de Paris (vol. 11-12[1] ou vol. 1)
    - Paris et histoire de Notre-Dame[10].
    - Paris - Doyens, grands-aumoniers, abbayes, etc[11].
    - Métropole de Paris - Chartres (vol. 13[1] ?)[12].

  - Métropole de Reims (vol. 14-15[1] ?)
    - Métropole de Reims - Reims[13].

  - Métropole de Rouen (vol. 16-19[1] ?)
    - Métropole de Rouen - Rouen[14].
    - Métropole de Rouen - Bayeux et Lisieux[15].
    - Métropole de Rouen - Évreux (156 p.) ; et Séez (172 p.)[16].

  - Métropole de Sens
    - Métropole de Sens - Sens et Auxerre (472 p.)[17].
    - Métropole de Sens - Nevers et Bethléem (178 p.) ; et Troyes et Moulins (180 p.)[18].

  - Opera & studio Monachorum Congregationis S. Mauri - Ordinis S. Benedicti, 1728, version latine.
  - Ubi de Provincia Turonensis Agitur, 1856, version latine.
  - Ubi de Provincia Viennensi Agitur, 1865, version latine.
- Rome et l’Épiscopat catholique et histoire du Concile Œcuménique du Vatican, etc., Paris, 1874.
- Dictionnaire des célébrités de la France : classées par ordre alphabétique et par départements, Paris, Abel Pilon, A. Le Vasseur, 1878.
- Grand atlas départemental de la France, de l'Algérie et des colonies accompagnées d'un texte explicatif. Rédigé au point de vue historique, physique, géographique, biographique, administratif, statistique, archéologique, descriptif et monumental, Paris, A. Le Vasseur, 1878-1882.